# Вид Толедо (картина Эль Греко)
«Вид Толедо» (исп. Vista de Toledo) — картина знаменитого испанского художника Эль Греко, один из трёх сохранившихся пейзажей мастера, помимо «Вида и плана Толедо» и «Горы Синай». Другое название полотна — «Толедо в грозу» (Toledo en una tormenta). Является одним из первых пейзажей в европейском искусстве. Вместе со «Звёздной ночью» ван Гога и несколькими пейзажами Уильяма Тёрнера картина входит в число наиболее известных изображений неба в истории европейской живописи.

## Описание
На картине изображён вид с севера на испанский город Толедо, лежащий под угрюмым грозовым небом на возвышенности, покрытой лугами и лесами. На переднем плане виден мост Алькантара через реку Тахо. Над городом возвышается королевский дворец Алькасар (с ещё не надстроенными башнями) и Толедский собор. На левом берегу — замок Сан Сервандо. Небо акцентировано контрастирует с земной твердью, залитой фантасмагорическим светом. Вид на город дан в нижнем ракурсе, что позволило автору высоко поднять линию горизонта и усилить вытягивание пропорций.
Сравнение современной фотографии с картиной позволяет заметить внесённые художником пространственные искривления. Например, высокая колокольня Толедского собора с севера не видна, но Эль Греко выдвинул её из-за Алькасара и написал так, как она выглядит с восточной стороны города. Замок Сан Сервандо на левом берегу изображён правдоподобно, но здание, написанное ниже его на склоне, — вымысел художника.

## Стиль

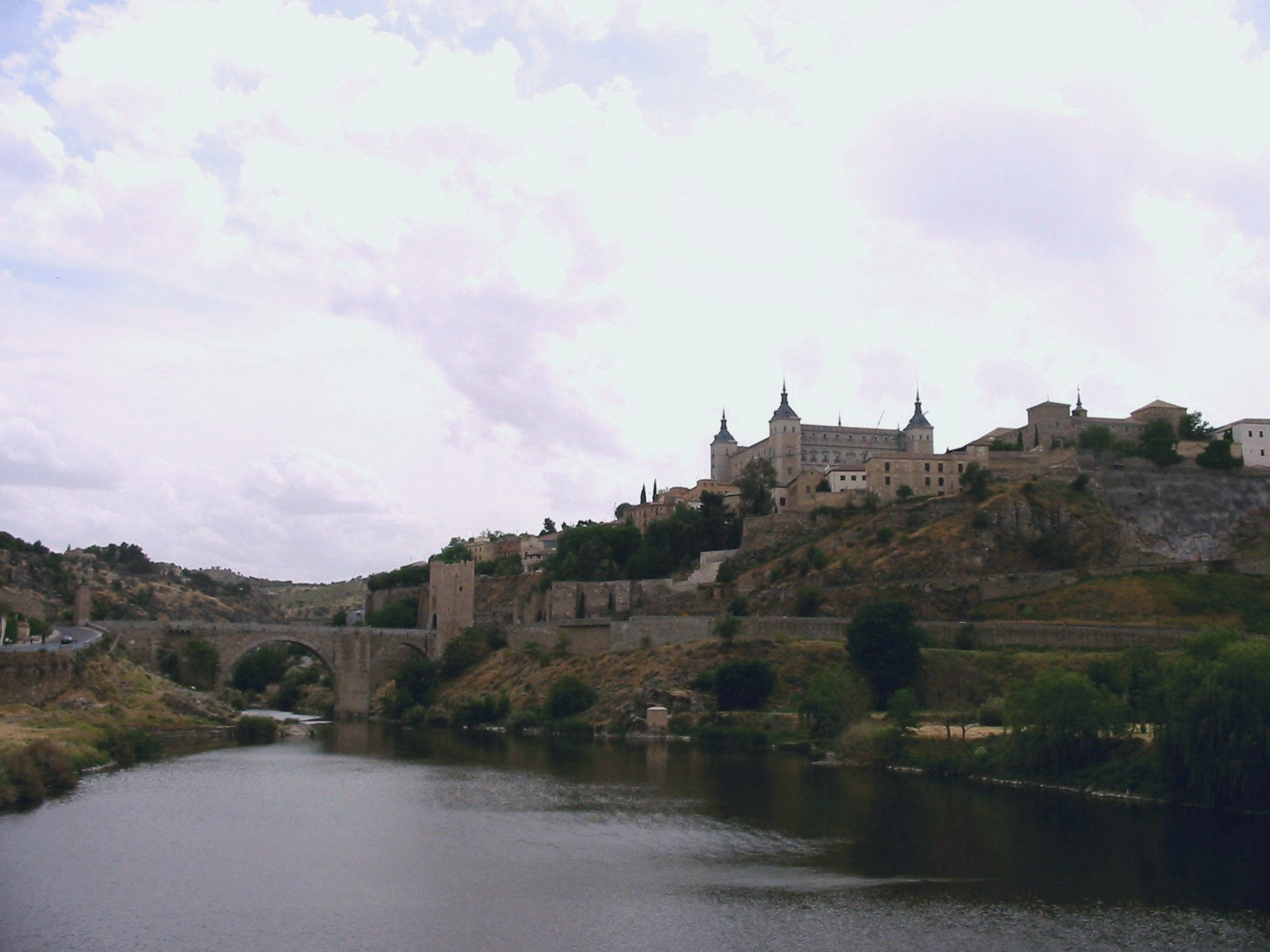
Вид Толедо. Современная фотография с более близкого расстояния.

Пейзажная живопись была редкостью среди картин испанских художников Возрождения и эпохи барокко. Запрет Тридентского собора на изображение пейзажей даёт основания считать картину первым образцом испанской пейзажной живописи. Считается, что загадочная символика картины передаёт мистицизм, свойственный общественному сознанию горожан того времени. Английский искусствовед Дэвид Дейвис утверждает, что ключи к пониманию стиля Эль Греко кроются в платонизме,неоплатонизме, в трудах Плотина и Псевдо-Дионисия Ареопагита, в текстах Отцов Церкви и литургических песнопениях
«Вид Толедо» относится к позднему периоду творчества художника. Картина, написанная в маньеристской, или даже уже барочной манере, отличается свободным обращением с натурой — местоположение некоторых зданий на полотне отличается от их размещения в реальности.
Угрожающий вид грозового неба является типичным для творчества Эль Греко. Грозовое небо встречается на многочисленных изображениях святых, написанных художником («Лаокоон», «Пятая печать Апокалипсиса», «Святой Мартин», «Святой Доминик»). «Вид Толедо» является единственным сохранившимся «чистым» пейзажем Эль Греко.

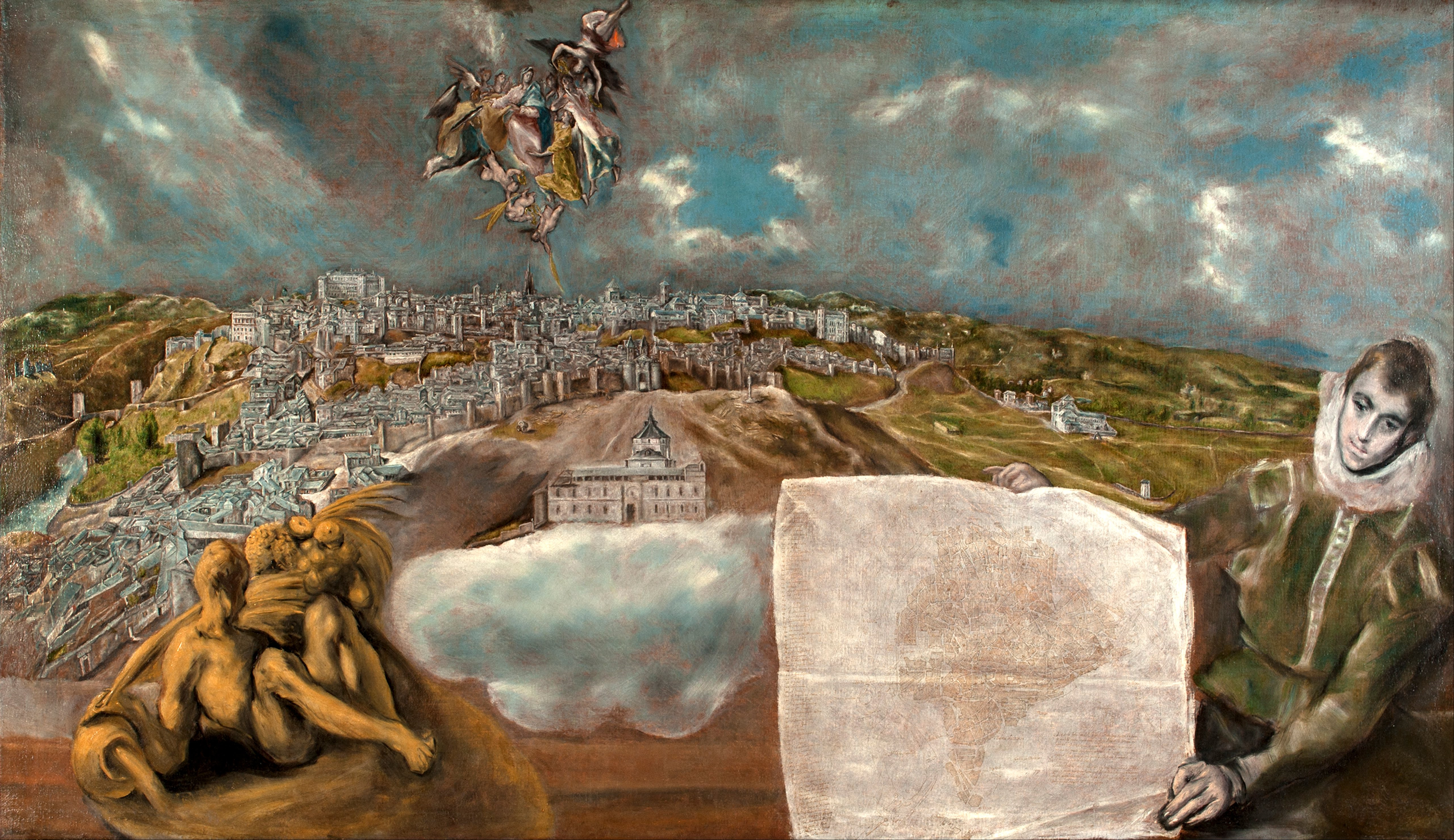
«Вид и план Толедо»: юноша в правом углу держит пергамент с чертежом города, на котором написано объяснение того, почему Эль Греко поставил некоторые из зданий не туда, где они стоят в реальности

В отличие от «Вида и плана Толедо», выполненного, как документ города с использованием картографического языка, «Вид Толедо» создаёт художественный образ путём выборочного акцентирования наиболее характерных городских черт. Это полотно принадлежит к традиции эмблематических видов городов, чьей задачей была интерпретация, а не документирование, и которые стремились запечатлеть квинтэссенцию города, а не его точные черты.
На плане города, который держит в руках юноша с картины «Вид и план Толедо», рукой Хорхе Мануэля, сына художника, начертаны слова, дающие представление о ходе мыслей Эль Греко при разработке композиции городского пейзажа: 

«… Я был вынужден изобразить госпиталь Дон Хуана де Тавера маленьким, как модель; иначе он не только закрыл бы собою городские ворота де Визагра, но и купол его возвышался бы над городом. Поэтому он оказался размещённым здесь, как модель, и перевёрнутым на месте, ибо я предпочитаю показать лучше главный фасад, нежели другой (задний) — впрочем, из плана видно, как госпиталь расположен в отношении города…» — Сергей Эйзенштейн. Вертикальный монтаж

## История
Данные о том, что картина была написана на заказ, отсутствуют. Полотно подписано художником в нижнем правом углу: «Δομηνικος θεoτoκkoπpυλoς επoιeι». Возможно, оно является одним из двух пейзажей, перечисленных Хорхе Мануэлем в посмертной описи имущества отца. Предполагают, что до конца XVII века полотно находилось в семейном владении толедских графов де Аковер, а в XVIII и XIX веках его следы теряются. Возможно, пейзаж принадлежал монастырю августинцев. В 1907—09 годах куплен испанским агентом для парижского собрания Дюрана-Рюэля. В годы Первой мировой войны картина была продана за 70 000 франков американскому коллекционеру Хэвемайеру, чьё собрание позже было принесено в дар музею Метрополитен в Нью-Йорке.